# 石崎村 (石川県)
石崎村（いしざきむら）は、石川県鹿島郡に存在した村である。

## 地理

### 隣接していた市町村
- 鹿島郡和倉町・西湊村

## 歴史

### 沿革
- 1889年（明治22年）4月1日 町村制の施行により、鹿島郡石崎村を廃し、その区域をもって鹿島郡石崎村を設置する。
- 1939年（昭和14年）7月20日 鹿島郡七尾町、東湊村、矢田郷村、徳田村、西湊村及び石崎村を廃し、鹿島郡七尾町、東湊村、矢田郷村、徳田村、西湊村、石崎村及び和倉町字奥原及び字和倉の区域をもって七尾市を設置する。